# Сингуль (Тюменская область)
Сингуль — деревня в Ялуторовском районе Тюменской области России. Входит в Зиновское сельское поселение.

## География
Находится в 16 км к юго-западу от Ялуторовска и в 65 км к юго-востоку от Тюмени. Деревня расположена на краю болота в 1,5 км к северу от озера Сингуль, связана с райцентром автодорогой Челябинск — Тобольск. Ближайшая ж.-д. станция находится в Ялуторовске (на линии Тюмень — Омск).

## Население
| 2010 | 2014 |
| ---- | ---- |
| 40   | ↗53  |

Национальный состав (2010): русские — 89 %, марийцы — 11 %.